# Аудер-Амстел
Аудер-Амстел (нидерл. Ouder-Amstel) — община в нидерландской провинции Северная Голландия. Расположена к югу от Амстердама. Площадь общины — 25,81 км², из них 24,12 км² составляет суша. Население по данным на 1 января 2007 года — 13 012 человек. Средняя плотность населения — 504,1 чел/км².
На территории общины находятся следующие населённые пункты: Дёйвендрехт, Аудеркерк-ан-де-Амстел и Вавер.

## Галерея

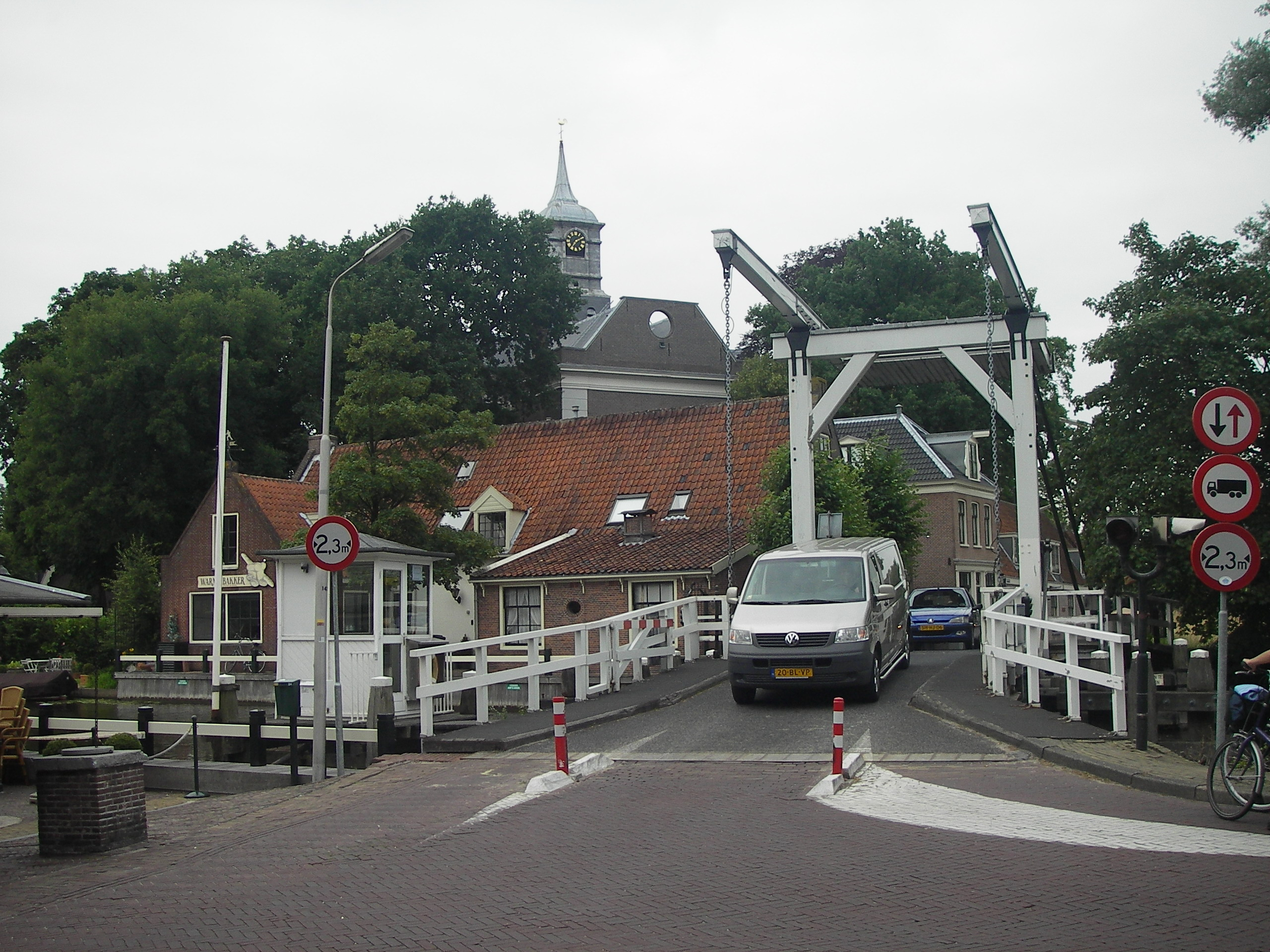
Церковь в Дёйвендрехте
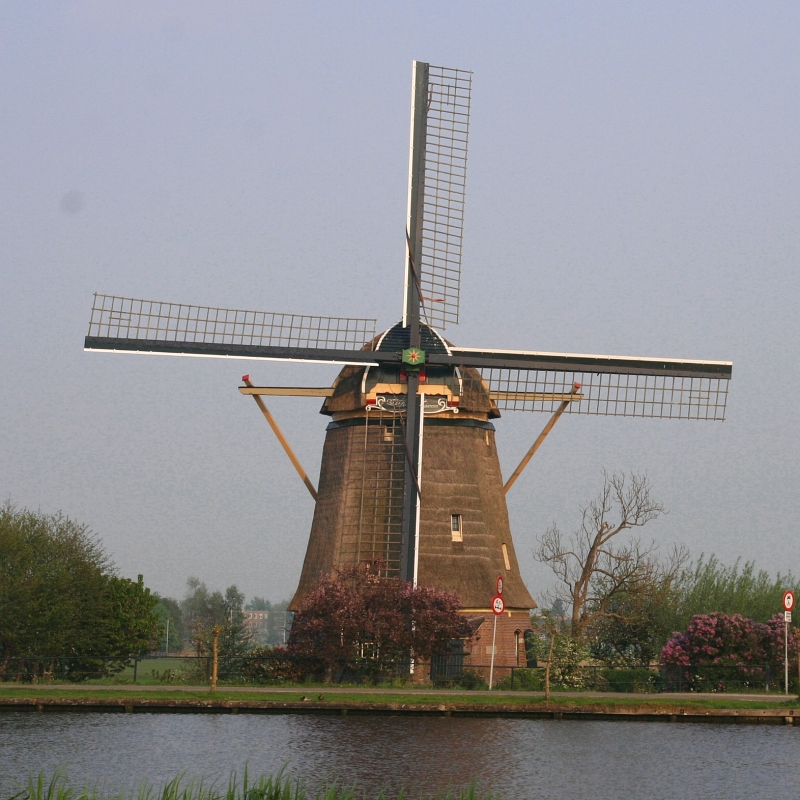
Ветряная мельница, Аудеркерк-ан-де-Амстел
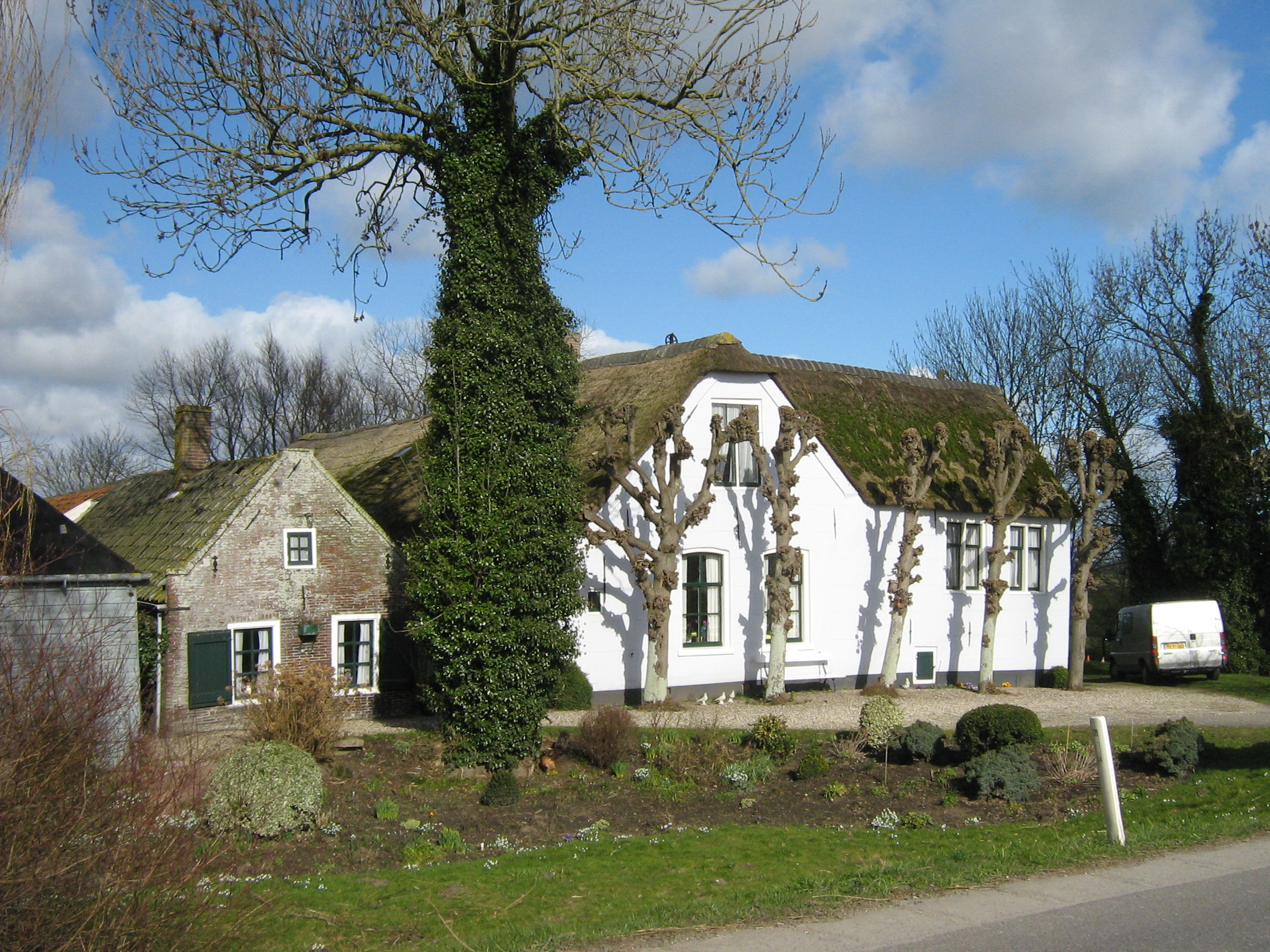
Старая ферма в Вавере